# Tim Anderson (Leichtathlet)
Timothy Donald „Tim“ Anderson (* 16. Oktober 1925 in London; † 22. September 2017) war ein britischer Stabhochspringer.
1950 siegte er für England startend bei den British Empire Games in Auckland. Bei den Olympischen Spielen 1952 in Helsinki belegte er im Stabhochsprungwettkampf den 22. Platz.
Seine persönliche Bestleistung von 3,99 m stellte er 1952 auf.